# ТЕС Ламма
22°13′3″ пн. ш. 114°6′22″ сх. д. / 22.21750° пн. ш. 114.10611° сх. д.
ТЕС Ламма – теплова електростанція у особливому адміністративному районі Гонконг.
В 1982 – 1984 роках на узбережжі острова Ламма станції ввели в експлуатацію три конденсаційні енергоблоки (станційні номери L1 – L3) потужністю по 250 МВт, які у 1987 – 1997 роках доповнили п’ятьма конденсаційними блоками (L4 – L8) потужністю по 350 МВт. Всі вони розраховані на спалювання вугілля, для ввезення якого електростанція має власні портові потужності.
Ще в рік початку будівництва – у 1978-му – на майданчику запустили встановлену на роботу у відкритому циклі газову турбіну потужністю 55 МВт (станційний номер GT1). А в 1989 – 1990 роках сюди перемістили із закритої ТЕС Ап-Лей-Чау та встановили на роботу у відкритому циклі шість газових турбін потужністю по 125 МВт (GT2 – GT7). Як паливо ці турбіни використовували нафтопродукти.
В 2002 році створили парогазовий блок комбінованого циклу потужністю 345 МВт, який отримав позначення GT57CC. Для цього газові турбіни GT5 та GT7 доповнили котлами-утилізаторами, від яких живиться одна парова турбіна. З 2008-го цей блок перевели на використання природного газу, який за два роки до того подали на ТЕС по трубопроводу Дапенг – Ламма.
У 2006-му ТЕС підсилили за рахунок нового парогазового блоку L9 потужністю 335 МВт. Він був одразу розрахований на спалювання природного газу, так само як і всі наступні парогазові блоки – L10 потужністю 350 МВт (став до ладу в 2020), L11 потужністю 350 МВт (введений у 2021) та L12 з показником у 380 МВт (ведеться будівництво із плановим запуском у 2024 році). Всі блоки L10 - L12 мають схему, в якій одна газова турбіна живить через котел-утилізатор одну парову турбіну. Зведення парогазових блоків відбувається на майданчику, створеному біля узбережжя острова Ламма шляхом намиву.
Станом на початок 2020-х вугільні енергоблоки L1 та L3 вже були виведені з експлуатації. Також розглядали можливість списання всіх шести газових турбін GT2 – GT7 із встановленням чотирьох нових, втім, наразі уклали договір з компанією Mitsubishi про заміну турбін GT5, GT6 та GT7, які згруповані разом та використовують один димар. 
Видача продукції відбувається по ЛЕП, розрахованим на роботу під напругою 275 кВ.